# Parco nazionale del Rio Abiseo
Il parco nazionale del Rio Abiseo un'area naturale protetta che si trova nella regione di San Martín, nel Perù. L'UNESCO lo inserì nella lista dei patrimoni dell'umanità nel 1990. Il parco ospita numerose specie animali e vegetali, oltre a più di trenta siti archeologici precolombiani. Dal 1986 il parco è chiuso ai turisti a causa della fragilità del sistema naturale ed archeologico.

## Geografia e clima
Il parco si trova nella regione di San Martín, tra i fiumi Marañón e Huallaga, ed ha un'estensione di 2.745,2 chilometri quadri ed occupa il 70% del bacino del fiume Abiseo. L'altitudine raggiunge un massimo di 4.200 metri sopra il livello del mare, ed un mino di 350 metri.
Vi sono almeno sette zone climatiche all'interno del parco, tra cui foreste montane, foreste alpine tropicali, foreste pluviali montane, altopiani delle Ande (puna) e foreste asciutte. Le piogge variano tra i 50 ed i 200 centimetri l'anno. La foresta montana occupa la maggior parte del parco, ed è composto da alberi a basso fusto, muschi e licheni. Questo ecosistema si trova sopra i 2.300 metri. L'alta umidità è costante, e le piogge cadono durante tutto l'anno, particolarmente ad alta quota. Il terreno è acido.

## Fauna
La scimmia lanosa dalla coda gialla (Oreonax flavicauda), che si credeva estinta, è stata rinvenuta nel parco e sembra essere endemica della regione. La presenza di questa scimmia in pericolo di estinzione è stata decisiva per la decisione dell'UNESCO di considerare il parco un patrimonio dell'umanità.
Le altre specie del parco comprendono:
- Penelope montagnii
- Alouatta seniculus
- Ateles belzebuth (a rischio estinzione)
- Giaguaro
- Sarcoramphus papa
- Aotus trivirgatus
- Crax salvini
- Taruca (a rischio estinzione)
- Agouti tazcanowskii (a rischio estinzione)
- Fistione australe
- Orsi dagli occhiali (a rischio estinzione)
- Avvoltoi collorosso
- Cebus albifrons cuscinus
- Amazona ochrocephala
- Phacellodomus berlepschi (a rischio estinzione)
- Aulacorhynchus huallagae (a rischio estinzione)

## Flora
Ci sono 980 specie conosciute di piante nel parco, 13 delle quali sono endemiche, e 5000 considerando tutto il bacino del Rio Abiseo.

## Archeologia
Il sito archeologico più famoso del parco e il Gran Pajáten, rovine Chachapoya situate sulla cresta della collina vicino al confine della regione di San Martín. Vicino a queste si trova Los Pinchudos (scoperto da un abitante di un paese vicino, Pataz, nel 1965), una serie di pietre tombali. Buona parte del lavoro di scavo a Rio Abiseo è svolto dalla University of Colorado.